# خرغوس مسنن
خرغوس مسنن (الاسم العلمي:Caltha dentata) هو نوع غير مؤكد من النباتات يتبع جنس الخرغوس من الفصيلة الحوذانية.